# باستر كيرنز
باستر كيرنز هو لاعب كرة قدم كندي، ولد في 15 فبراير 1925 في Clayburn, Abbotsford ‏ في كندا، وتوفي في 13 نوفمبر 2010. لعب مع وستمنستر رويالز ‏.